# Pseudospiridentopsis horrida
Pseudospiridentopsis horrida är en bladmossart som beskrevs av Fleischer 1908. Pseudospiridentopsis horrida ingår i släktet Pseudospiridentopsis och familjen Trachypodaceae. Inga underarter finns listade i Catalogue of Life.